# Société historique de Lisieux
La Société historique de Lisieux est une société savante fondée en 1869 à Lisieux.

## Historique
La société est fondée, le 15 juillet 1869, par l’abbé Loir, curé de Saint-Martin-de-Bienfaite.

## Membres illustres
- Henry Le Court historien, généalogiste président de 1899 à 1914
- Claude Lemaître